# Drosophila elliptica
Drosophila elliptica är en tvåvingeart som beskrevs av Alfred Sturtevant 1942. Drosophila elliptica ingår i släktet Drosophila och familjen daggflugor.
Artens utbredningsområde är Mexiko.